# Молибдат бария
Молибдат бария — неорганическое соединение, соль металла бария и молибденовой кислоты с формулой BaMoO4,
бесцветные кристаллы,
не растворимые в воде,
образует кристаллогидрат.

## Получение
- Обменные реакции:

{\displaystyle {\mathsf {Na_{2}MoO_{4}+BaCl_{2}\ {\xrightarrow {}}\ BaMoO_{4}\downarrow +2NaCl}}}
- Сплавление оксида молибдена(VI) с оксидом или карбонатом бария:

{\displaystyle {\mathsf {MoO_{3}+BaO\ {\xrightarrow {T}}\ BaMoO_{4}}}}
{\displaystyle {\mathsf {MoO_{3}+BaCO_{3}\ {\xrightarrow {T}}\ BaMoO_{4}+CO_{2}}}}

## Физические свойства
Молибдат бария образует бесцветные кристаллы
тетрагональной сингонии,
пространственная группа I 41/a,
параметры ячейки a = 0,55802 нм, c = 1,2821 нм, Z = 4.
Не растворяется в воде.
Образует кристаллогидрат состава BaMoO4•3H2O.